# 狼山 (江苏)

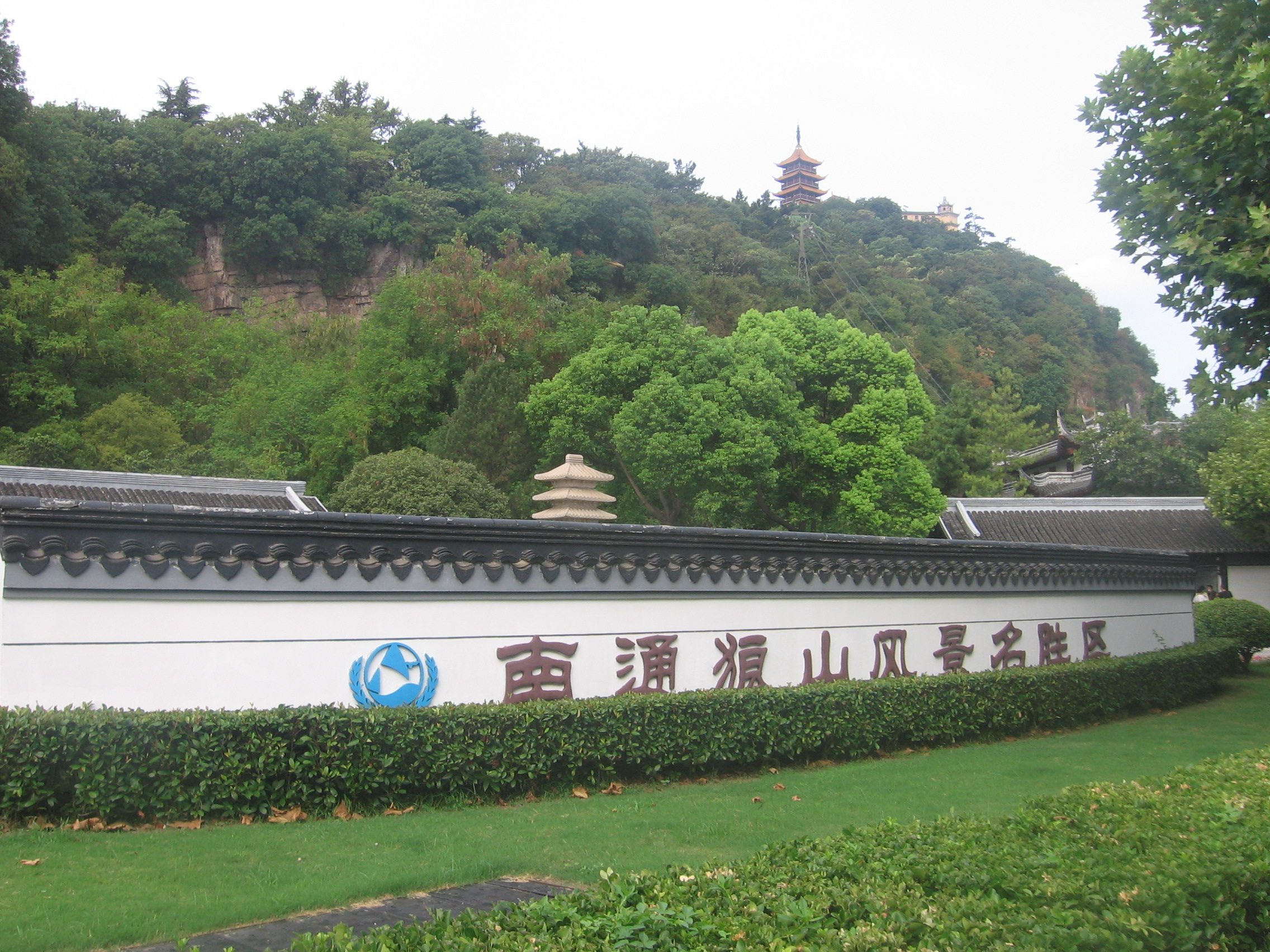
狼山風景區

狼山，位于江苏省南通市崇川區南郊，是江苏省省级风景名胜区，国家AAAA级旅游区，被称为“江海第一山”。與马鞍山、剑山、军山和黄泥山组成，合称狼五山。為中国佛教八小名山之一，山上有廣教寺，同时狼山也是天主教在中国的十二大朝圣地之一。
其海拔106.94米，为五山之首。狼山风景区共有43处古建筑、8处古墓、23处题刻石刻、13处古洞穴。狼山之北的狼山圣母堂为苏北重要的天主教活动场所，1930年代，罗马教廷几下诏书颁赐“全大赦”使狼山列入中国天主教十二大朝圣地之一，在远东地区都有着崇高的宗教地位和影响力，每年有大量的天主教徒寻访而来，到此朝拜。

## 狼五山

### 剑山
剑山又名剑脊山，高87.33米，海拔74.8米，位于狼山东南，军山之西，其高度在狼五山中排在第三的位置。整座山山脊突如卧置出鞘的宝剑，相传秦始皇曾经在剑山东南的一块石头上磨淬过宝剑，故而得名剑脊山。刘名芳《南通州五山全志》中载：“剑山山脊若剑，一名剑脊，亦谓祖龙尝于此淬剑。” 
在劍山菩提洞前，安葬著曾為南通治水貢獻頗多的荷蘭工程師特萊克，墓園為1987年6月重建。1991年時該處被評定為南通市文物保護單位。 

### 马鞍山
马鞍山是隋炀帝征辽放马的马鞍山。

### 军山
军山为海中岛屿时，相传曾为秦王屯兵之地，因形似伏象，又名象山。军山上古迹有：燕真人洞、白云泉、四贤祠、包公祠、董其昌碑刻及中国历史上最早的民办气象台等。

## 宗教文化

### 佛教

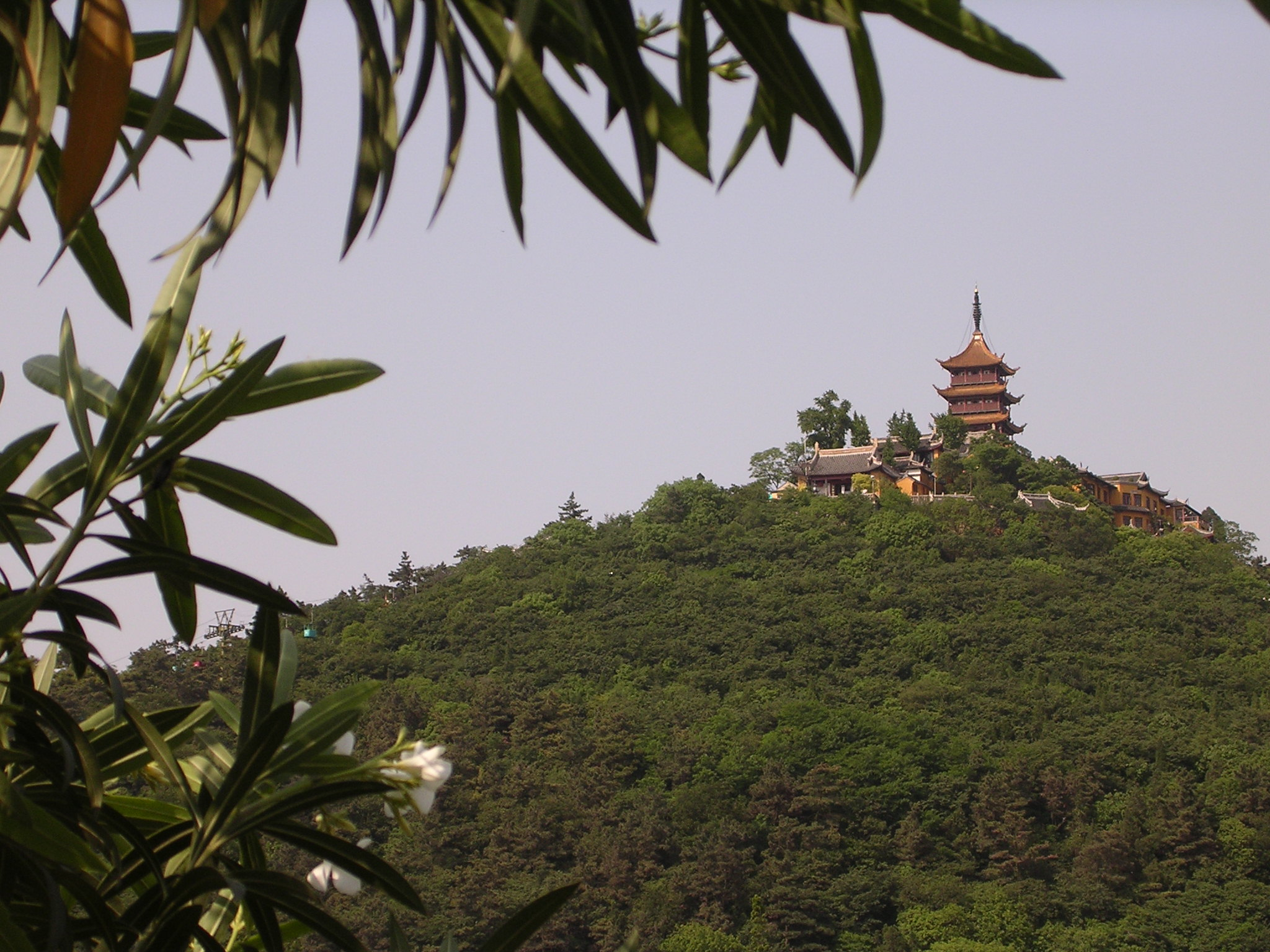
位於狼山的廣教寺

狼山的开山祖师是僧伽大圣禪師，僧伽大圣相傳是十一面觀音化身，是來為大势至菩萨尋找道場的。传说当时此山为白狼精占据，故稱狼山，僧伽与白狼精斗法，以一袭袈裟遮遍全山，降伏白狼，白狼只得让出此山，雖說僧伽是觀音化身，但并无私心，为大势至菩萨建了首座道场，即今日的廣教寺。

## 延伸阅读
[在维基数据编辑]
 《欽定古今圖書集成·方輿彙編·山川典·狼山部》，出自陈梦雷《古今圖書集成》